# Kim Đường, Thành Đô
Kim Đường (chữ Hán giản thể: 金堂县, Hán Việt: Kim Đường huyện) là một huyện thuộc thành phố Thành Đô, Cộng hoà Nhân dân Trung Hoa. Huyện này nằm ở đông bắc của trung tâm Thành Đô, cách trung tâm 36 km, nằm bên bờ Đà Giang. Huyện này có diện tích 1154 km2, dân số 850.000 người. Mã bưu chính của Kim Đường là 610400, huyện lỵ đóng tại trấn Triệu. Về mặt hành chính, huyện này có 19 trấn (Triệu, Hoài Khẩu, Trúc Cao, Thổ Kiều, Ngũ Phượng, Vân Hợp, Quảng Hưng, Cao Bản, Phúc Hưng, Triệu Gia, Kim Long, Bạch Quả, Tam Tinh, Quan Thương, Thanh Giang, Long Thịnh, Cửu Long, Chuyển Long) và 5 hương (Hựu Tân, Bình Kiều, Hoàng gia, Tê Hiền, Vân Tú).